# Любятово (Великопольське воєводство)
Любятово (пол. Lubiatowo, нім. Liebendorf) — село в Польщі, у гміні Дольськ Сьремського повіту Великопольського воєводства.
Населення — 237 осіб (2011).
У 1975-1998 роках село належало до Познанського воєводства.

## Демографія
Демографічна структура станом на 31 березня 2011 року:
|          | Загалом | Допрацездатний вік | Працездатний вік | Постпрацездатний вік |
| -------- | ------- | ------------------ | ---------------- | -------------------- |
| Чоловіки | 109     | 22                 | 79               | 8                    |
| Жінки    | 128     | 38                 | 64               | 26                   |
| Разом    | 237     | 60                 | 143              | 34                   |